# Frederick Methuen (2e baron Methuen)
Frederick Henry Paul Methuen, 2e baron Methuen (23 février 1818 - 26 septembre 1891), est un pair britannique et un homme politique libéral.

## Biographie
Il est le fils de Paul Methuen (1er baron Methuen), et de son épouse Jane Dorothea St John-Mildmay. Il succède à son père comme baron en 1849 et est Lord-in-waiting (whip du gouvernement à la Chambre des lords) sous Lord Palmerston, puis Lord Russell entre 1859 et 1866 et sous William Ewart Gladstone de 1868 à 1874, de 1880 à 1880 et de 1885 à 1886. Il est également aide de camp de la reine Victoria. 
Il joue une fois pour le club de cricket de Marylebone en juin 1843. 
Lord Methuen épouse Anna Horatia Caroline Sandford, fille unique du révérend John Sanford, vicaire de Nynehead, Somerset, et de son épouse Elizabeth Georgiana Morgan (anciennement baronne Cloncurry, divorcée de son premier mari). Il meurt en septembre 1891. Son fils aîné le maréchal Paul Methuen lui succède comme baron. Lady Methuen est décédée en 1899. 
Lord Methuen sert sous Lord Leigh en tant que premier grand maître adjoint de la Grande Loge de Mark Master Maons, de 1856 à 1857.